# Гушчеровец
Гушчеровец (до 1991. године Гушћеровец) је насељено место у саставу општине Свети Петар Ореховец у Копривничко-крижевачкој жупанији, Хрватска. До територијалне реорганизације у Хрватској налазио се у саставу бивше велике општине Крижевци.

## Становништво
На попису становништва 2011. године, Гушчеровец је имао 177 становника.

## Попис1991.
На попису становништва 1991. године, насељено место Гушћеровец је имало 209 становника, следећег националног састава:
| Попис 1991.‍ | Попис 1991.‍ | Попис 1991.‍ | Попис 1991.‍ | Попис 1991.‍ |
| ----------- | ----------- | ----------- | ----------- | ----------- |
|             |             |             |             |             |
| Хрвати      | Хрвати      |             | 207         | 99,04%      |
| Муслимани   | Муслимани   |             | 1           | 0,47%       |
| Словенци    | Словенци    |             | 1           | 0,47%       |
| укупно: 209 |             |             |             |             |